# Piazza d'Armi (Milano)
La Piazza d'Armi è una vasta area verde di Milano, compresa tra la Caserma Santa Barbara, i magazzini militari di Baggio, quasi completamente demoliti nel giugno 2020, l'ospedale San Carlo Borromeo e via delle Forze Armate.
Il nome piazza d'armi deriva dalla destinazione aeronautica e militare che le fu assegnata agli inizi del 1900, al posto di quella tradizionalmente agricola dei secoli precedenti.

## Storia

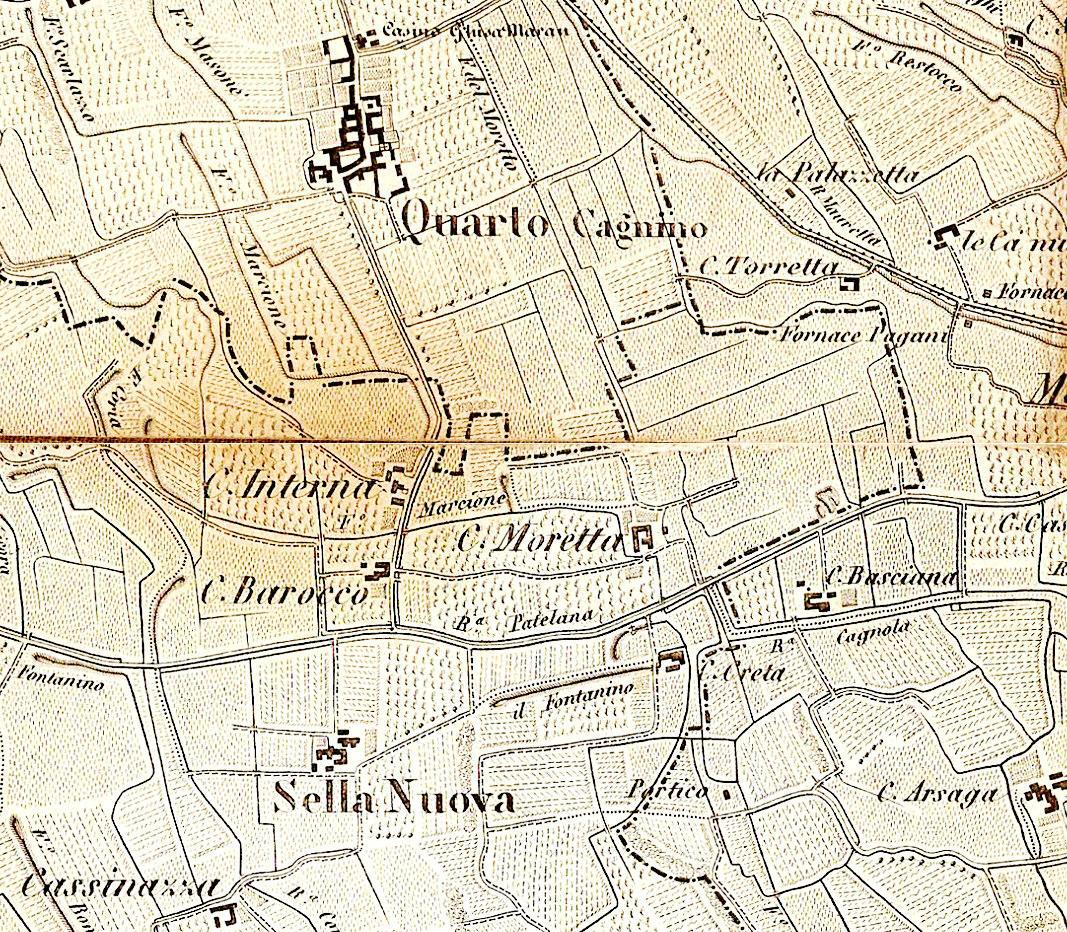
Civiche raccolte Bertarelli Milano, mappa del 1833 dell'area di Piazza d'Armi Milano

Nel XIV secolo in quest'area si estendevano i campi coltivati
dalle cascine Moretto (demolita attorno al 1930), Barocco, Linterno e Torrette di Trenno. L'attività agricola prosegue ancora presso cascina Linterno, mentre cessò sull'area considerata all'inizio del 1900, prima per le attività dell'Aerodromo di Forlanini, poi per la trasformazione in Piazza d'Armi di Milano.
Nel 1906 Enrico Forlanini, inventore dei dirigibili semirigidi, che si contrapponevano ai dirigibili rigidi tedeschi, fondò le "Officine Leonardo da Vinci". Il 17 agosto 1913 prese il volo il dirigibile F2 Città di Milano, il cui nome è un tributo alla città perché Forlanini poté costruirlo anche grazie ad una sottoscrizione popolare con la quale i milanesi parteciparono al finanziamento dell'impresa. Nel 1917 l'aerodromo venne intitolato al comandante Remo La Valle, che quell'anno perse la vita nell'abbattimento della sua aeronave.
Il 15 aprile 1928 Umberto Nobile decollò con l'aeronave Italia per la seconda esplorazione del Polo Nord (la prima fu condotta con il dirigibile Norge). Anche questa impresa fu finanziata dai milanesi e fu anche per questo motivo che la nave di appoggio ebbe il nome "Città di Milano".
Sul finire degli anni '20 la piazza d'armi fu spostata in quest'area dalla sua precedente collocazione, che sarà convertita ad un utilizzo civile per ospitare la Fiera Campionaria. Ancora prima la piazza d'armi era collocata dove oggi si trova il Parco Sempione.
Negli anni '30 nell'area vennero eretti la Caserma Santa Barbara e l'Ospedale Militare di Baggio realizzando così uno dei più estesi complessi militari cittadini esistenti in Italia. Per quasi 50 anni l'area verde è stata usata per l'addestramento dei militari e per manovre con carri armati.
Dopo la cessazione della leva militare obbligatoria, l'area non fu più utilizzata. Già dal primo dopoguerra l'area nord est della PdA divenne sede di orti abusivi e di un'apicoltura, tuttora esistenti.  Tuttavia la più grande porzione dell'area verde si è trasformata in un bosco spontaneo con flora e fauna selvatica,anche protetta; nelle sere d'estate attraverso i cancelli su via Forze armate si possono osservare le lucciole.
L'8 agosto 2014, Ministero della Difesa, Agenzia del Demanio e il Comune di Milano hanno siglato un "Protocollo d'Intesa finalizzato alla riqualificazione e razionalizzazione di alcuni siti militari presenti sul territorio cittadino". Tra questi la Piazza d'Armi.
Nel 2015 Investimenti Immobiliari Italiani Sgr S.p.A. (Invimit Sgr), una società di gestione del risparmio del Ministero dell'Economia e delle Finanze, è stata incaricata del recupero e della valorizzazione dell'area.
Il 31 gennaio 2023 il Consiglio di amministrazione di Invimit Sgr ha approvato l’avvio delle attività funzionali alla pre-commercializzazione dell'area.